# James Robinson Graves
James Robinson Vernon Graves (Chester, Vermont, Estados Unidos, 10 de abril de 1820 -  Memphis, Tennessee, Estados Unidos, 26 de junio de 1893) fue un teólogo, misionero, predicador, escritor, erudito bíblico, editor y pastor bautista reformado estadounidense conocido como el fundador original de lo que ahora es la Familia de empresas del suroeste.

## Biografía
James Robinson Vernon Graves nació en Chester, Vermont, Estados Unidos, el 10 de abril de 1820,  hijo de ZC Graves, En 1855, Graves estableció la Editorial del suroeste en Nashville, Tennessee . Se eligió el nombre de la empresa porque, en ese momento, Nashville estaba en la parte suroeste de los Estados Unidos, la Editorial del suroeste publicó originalmente The Tennessee Baptist , un periódico bautista del sur y folletos religiosos que se vendieron por correo por 20 ¢ y 30 ¢ cada uno.
Antes de la Guerra Civil la mayoría de las Biblias se imprimieron en el Norte, en lugar de en la Confederación. Graves adquirió planchas estereotipadas del norte y comenzó a imprimir Biblias para la venta en agosto de 1861. También produjo y vendió libros educativos. Después de que la Batalla de Nashville de 1864 resultó en una victoria de la Unión, Graves se mudó a Memphis, ya que se sentía vulnerable debido a los artículos que había publicado contra el Norte. La empresa reanudó la publicación en 1867.
En 1868, Graves descontinuó el negocio de pedidos por correo de la compañía y comenzó a capacitar a hombres jóvenes como comerciantes independientes para vender Biblias y libros educativos de puerta en puerta como una forma de ganar dinero para la universidad. Graves se retiró en 1871.
Aunque se crio en una familia congregacionalista , Graves se unió a una iglesia bautista a la edad de 15 años. Los compañeros ministros contemporáneos de la Convención Bautista del Sur elogiaron sus habilidades de predicación. Thomas Treadwell Eaton escribió:
"Lo hemos visto mantener a una congregación abarrotada de manera incómoda, durante tres horas y media sin ningún signo de cansancio de su parte. Esto no se hizo una o dos veces, sino decenas de veces".
El líder denominacional James Bruton Gambrell describió uno de los sermones de Graves en una pequeña iglesia en Misisipi como "El mayor sermón que he escuchado". Los académicos han reconocido a Graves como uno de los primeros y principales promulgadores del movimiento Landmark . La editorial de Nashville del sujeto, Graves, Marks, & Co, que más tarde se convirtió en la Editorial del suroeste, publicó todos los libros de su colega 'Landmarker' Amos Cooper Dayton. Ambos fueron expulsados como 'cismáticos' entre 1858 y 1859 de la Primera Iglesia Bautista de Nashville debido a sus perspectivas teológicas sobre su conexión apostólica.

### Muerte

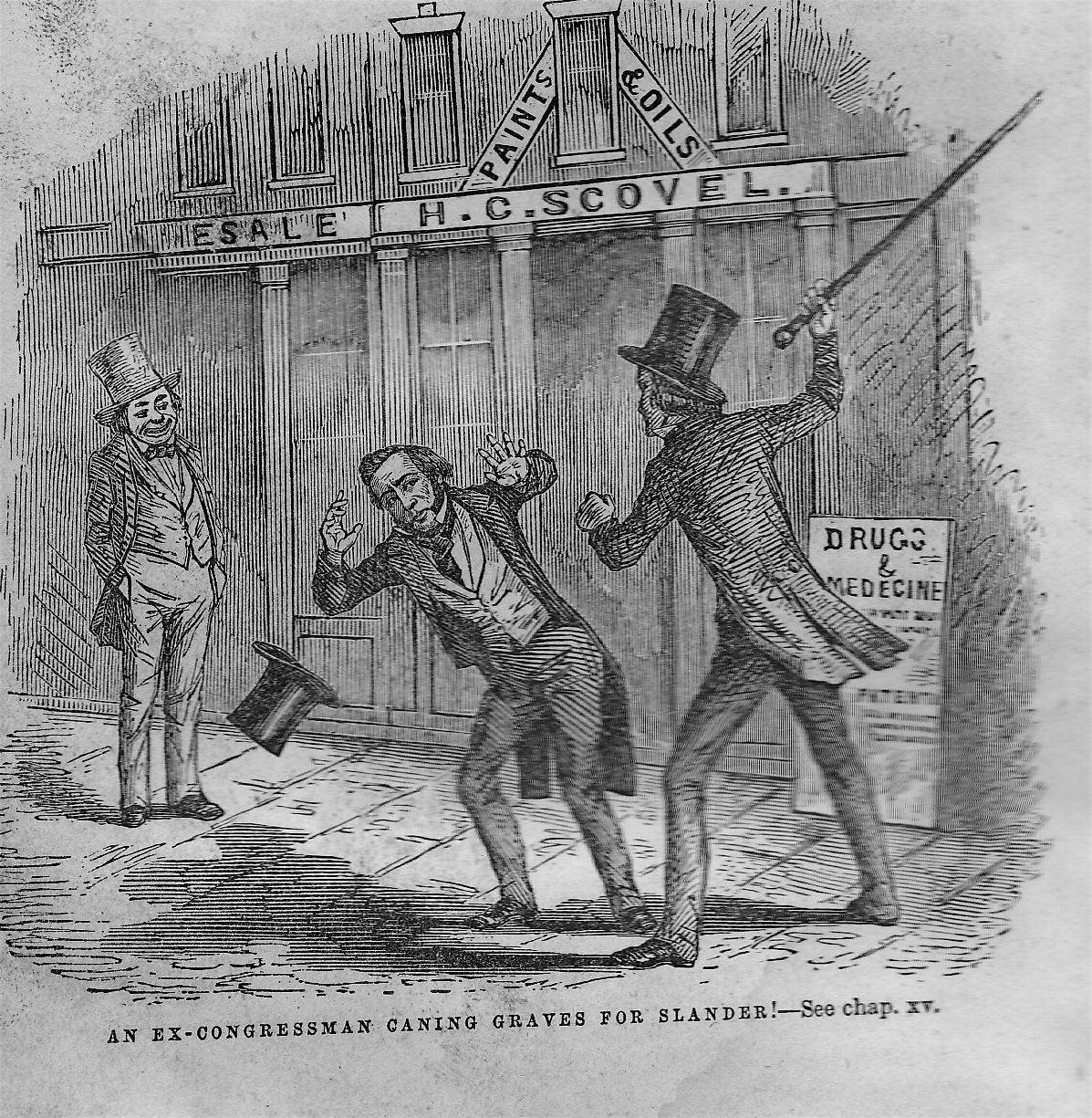
Grabado que ilustra la paliza de James Robinson Graves por un excongresista frente a la farmacia de Scovel en Nashville por presunta difamación

James Robinson Vernon Graves murió en Memphis, Tennessee, Estados Unidos, 26 de junio de 1893 . Sus restos están enterrados en el cementerio de Elmwood en Memphis.

## Obras publicadas
- El deseo de todas las naciones
- La respuesta del vigilante
- El trilema
- La Primera Iglesia Bautista de América
- La gran rueda de hierro
- La pequeña rueda de hierro
- La doctrina bíblica de la vida media
- Exposición del Espiritismo Moderno
- The Little Seraph (cancionero)
- Landmarkism antiguo, ¿qué es?
- La obra de Cristo en siete dispensaciones
- La intercomunión es inconsistente, no bíblica y produce maldad
- ¿Qué es comer y beber indignamente?
- El bautismo de Juan: ¿fue de Moisés o de Cristo?